# Pengfang (sockenhuvudort i Kina, Jiangxi Sheng, lat 27,23, long 114,32)
Pengfang är en sockenhuvudort i Kina. Den ligger i provinsen Jiangxi, i den sydöstra delen av landet, omkring 220 kilometer sydväst om provinshuvudstaden Nanchang. Antalet invånare är 6 720. Befolkningen består av 3 235 kvinnor och 3 485 män. Barn under 15 år utgör 15,0 %, vuxna 15-64 år 75 %, och äldre över 65 år 9,0 %.
Runt Pengfang är det ganska tätbefolkat, med 192 invånare per kvadratkilometer. Närmaste större samhälle är Luxi, 9,2 km söder om Pengfang. I omgivningarna runt Pengfang växer i huvudsak blandskog.
Genomsnittlig årsnederbörd är 2 072 millimeter. Den regnigaste månaden är maj, med i genomsnitt 322 mm nederbörd, och den torraste är oktober, med 28 mm nederbörd.